# 罗马尼亚足球丙级联赛
罗马尼亚足球丙级联赛（Liga III），是罗马尼亚全国足球联赛的第3级别。丙级联赛分为 6 个平行的分区联赛，每个联赛各 16 支球队。各个分区联赛的冠军升入罗马尼亚足球乙级联赛。联赛的最后5名降入县级联赛。
根据计划，2014-2015赛季起，丙级联赛将改为3个分区联赛，每个联赛20-22支球队。